# Ljudvigštajn
Ljudvigštajn (in russo Людвигштайн, o остров Мёртвых "isola dei morti"; in finlandese Ludwigstein; in tedesco: Ludwigstein o "rocca di Ludwig") è un'isola russa situata nella baia Zaščitnaja, nella parte nord-est del golfo di Finlandia, nelle acque del mar Baltico. Amministrativamente fa parte del Vyborgskij rajon dell'oblast' di Leningrado, nel Circondario federale nordoccidentale. L'isola, adiacente al lato nord-est dell'isola Tverdyš, fa parte del parco Monrepo della città di Vyborg.

## Storia

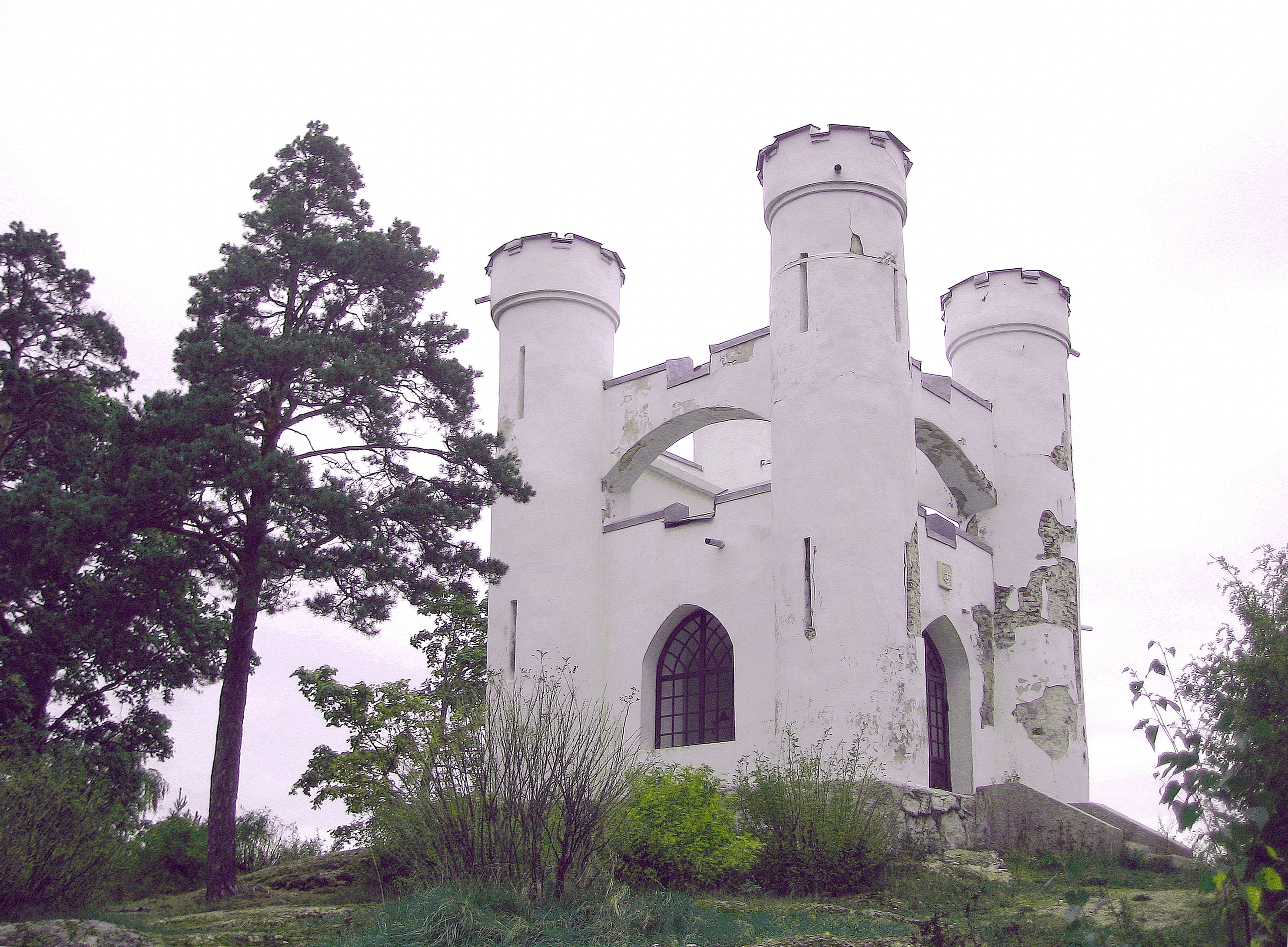
La cappella di Ludwigstein

Dal 1788, l'isola, come l'intera tenuta di Monrepo, apparteneva al barone tedesco Ludwig Heinrich von Nicolay, mentore del granduca Pavel Petrovič (divenuto in seguito Paolo I di Russia). La cappella neogotica fu costruita in tempi diversi, il progetto definitivo (1822-1830) si deve all'architetto inglese Charles Heathcote Tatham. L'isola stessa, chiamata Ludwigstein, divenne il cimitero della famiglia Nikolay.
L'isola, accessibile solo ai proprietari del parco, era collegata da un ponte di legno (dal 1798) e poi da un servizio di traghetto (dal 1820). Verso la fine del XIX secolo, l'isola fu conosciuta come "Isola dei morti", su ispirazione nell'omonimo dipinto di Arnold Böcklin e la traversata in traghetto simboleggiava il percorso verso l'aldilà.
Oltre alle pietre tombali, è stata eretta sull'isola fin dal 1798 anche la "grotta della Medusa", una delle attrazioni romantiche del parco, che riporta un'effige in marmo della Gorgone Medusa.